# Hyrié
Pour l’article ayant un titre homophone, voir Hyriée.
 (août 2014).
Dans la mythologie grecque, Hyrié, fille d'Amphinomos, est une amante d'Apollon dont elle a un fils, Cycnos. Celui-ci, après avoir été abandonné par son dernier ami, se jette avec sa mère dans le lac Hyrie. Apollon les changea tous les deux en cygnes.
Une autre version atteste que le fils, désespéré, sauta du haut d'un rocher et que son père le changea en cygne avant d’atterrir au sol, mais on ne sait que peu de choses sur la mère.

## Sources
- Antoninus Liberalis, Métamorphoses [détail des éditions], XII ;
- Ovide, Métamorphoses [détail des éditions] [lire en ligne], VII, 371 et suiv.